# Stazione di Marcaria
La stazione di Marcaria è una stazione ferroviaria posta sulla linea Cremona-Mantova. Serve il centro abitato di Marcaria.
Dal 2024 non è servita da alcun servizio ferroviario per i lavori di raddoppio della linea Mantova-Bozzolo.